# Cullman
Cullman är en stad i den amerikanska delstaten Alabama med en yta av 49,6 km² och en folkmängd som uppgår till 15 302 invånare (2009). Cullman är administrativ huvudort (county seat) i Cullman County.